# Angelo Bonfanti
Angelo Bonfanti (Bergamo, 9 aprile 1917 – Bergamo, 2001) è stato un pittore italiano.

## Biografia
Le doti e la passione artistica si manifestano già all'età di dieci anni, quando inizia a seguire il lavoro del pittore Bondioli (1868-1941).
Nel 1929 inizia la frequentazione della Scuola d'Arte “Andrea Fantoni”, alla quale seguirà la partecipazione al corso di pittura del Maestro Contardo Barbieri, presso l'Accademia Carrara.
La prima esperienza lavorativa, dopo il termine dell'Accademia, è quella di aiutante negli studi di Pasquale Arzuffi e di Umberto Marigliani: qui apprende la tecnica dell'affresco.
Sarà proprio l'affresco, anche su grandi dimensioni, a caratterizzare la carriera artistica del pittore.
Nel corso della sua attività, Bonfanti ha lavorato in diverse chiese ed edifici pubblici in Lombardia, alternando all'affresco la tecnica del mosaico e della pittura a olio. Di particolare rilievo è stata inoltre la sua attività di restauratore di opere sacre.
Dalla fine degli anni sessanta inizia a prevalere l'attività in studio; conducendo allo sviluppo di nuove idee e contenuti nell'espressione pittorica dell'artista. Questa nuova produzione artistica (tele e quadri) porta il riconoscimento e l'apprezzamento di un vasto pubblico.
Le ultime opere dell'artista sono state esposte nell'anno 2000 in un'ampia rassegna presso il  Centro Culturale San Bartolomeo di Bergamo.
Angelo Bonfanti è morto nel 2001 a Bergamo, nella sua casa e studio. Aveva ottantatré anni.